# 만스터맨션
《만스터맨션》은 대한민국의 애니메이션이다. 2023년 5월 29일부터 8월 22일까지 EBS 1TV에서 방영했다.

## 방영 일시
| 방송 채널 | 방송일                     | 방송 시간 |
| --------- | -------------------------- | --------- |
| EBS 1TV   | 2023년 5월 29일 ~ 8월 22일 | 종료      |

## 등장 인물
- 모리
- 지리
- 이방인
- 도리
- 굴타
- 헬쉡
- 아구&주디
- 네페르티
- 투탕카
- 오지리스
- 호구스

## 방영 목록
| 회차       | 제목                                | 방송 일자       |
| ---------- | ----------------------------------- | --------------- |
| 1화        | 전설의 피라미드모리와 지리          | 2023년 5월 29일 |
| 2화        | 도리와 굴타도전 숫자트랩            | 2023년 5월 30일 |
| 3화        | 오싹오싹머리카락                    | 2023년 6월 5일  |
| 4화        | 전설의 요리사 헬쉡                  | 2023년 6월 6일  |
| 5화        | 아기병아리                          | 2023년 6월 12일 |
| 6화        | 비행지리                            | 2023년 6월 13일 |
| 7화        | 등장 최강의 적어쩔수 없는 새 가족   | 2023년 6월 19일 |
| 8화        | 달토끼전                            | 2023년 6월 20일 |
| 9화        | 모기                                | 2023년 6월 26일 |
| 10화       | 생일파티는 언제나 내일비밀 오아시스 | 2023년 6월 27일 |
| 11화       | 짧은 다리의 꿈                      | 2023년 7월 3일  |
| 12화       | 꿈 속에서                           | 2023년 7월 4일  |
| 13화       | 저주받은 화장품 세트                | 2023년 7월 10일 |
| 14화       | 여왕의 귀환                         | 2023년 7월 11일 |
| 15화       | 외모 지상주의                       | 2023년 7월 17일 |
| 16화       | 이상한 누나우아한 아르바이트        | 2023년 7월 24일 |
| 17화       | 벽 속의 그 남자,그 여자             | 2023년 7월 31일 |
| 18화       | 사막의 크리스마스1                  | 2023년 8월 1일  |
| 19화       | 사막의 크리스마스2감기              | 2023년 8월 7일  |
| 20화       | 공포의 서커스단                     | 2023년 8월 8일  |
| 21화       | 배꼽의 비밀                         | 2023년 8월 14일 |
| 22화       | 등장! 투탕카 패밀리                 | 2023년 8월 15일 |
| 23화       | 달토끼, 만스터맨션에 오다           | 2023년 8월 21일 |
| 최종화(24) | 달토끼맨션                          | 2023년 8월 22일 |